# Ossa de Montiel
Ossa de Montiel là một đô thị ở tỉnh Albacete nằm ở cộng đồng tự trị Castile-La Mancha của Tây Ban Nha. Đô thị có diện tích là 243,71 kilômét vuông, dân số năm 2023 là 2.209 người với mật độ 9,1 người/km².